# Johann Fischer (Politiker, 1895)
Johann Fischer (* 1. März 1895 auf Norderney; † 21. Februar 1983 in Norden, Ostfriesland) war ein deutscher Politiker (SPD).
Fischer besuchte zunächst die Volksschule und begann daraufhin eine Lehre als Buchdrucker. In seinem Beruf war er bis zum Jahr 1928 tätig und wechselte daraufhin als kaufmännischer Angestellter in das Genossenschaftswesen. 1913 organisierte sich Fischer gewerkschaftlich. Als gewerkschaftlicher Funktionär war er bei verschiedenen Spruchkammern und beim Arbeitsgericht ehrenamtlicher Richter. Im Ersten Weltkrieg war er von 1914 bis 1918 Kriegsteilnehmer als Angehöriger der Marine.
Im Jahre 1918 trat er der SPD bei und war seit 1926 Mitglied des Stadtparlaments in Norden. Aus politischen Gründen wurde er nach der Machtergreifung 1933 aus dem Amt entlassen. Nach 1933 wurde er politisch verfolgt und saß zwei Jahre eine Zuchthausstrafe ab. Nach dem Krieg war er zwischen 1945 und 1949 genossenschaftlicher Geschäftsführer. Er wurde Mitinhaber einer Buchdruckerei und war seit dem Jahr 1945 Mitglied des Stadtrates in Norden. Zudem war er Kreistagsabgeordneter in Norden. Zwischen 1945 und 1949 wurde er zum Bürgermeister der Stadt Norden gewählt. Im Anschluss an seine Amtszeit als Bürgermeister wurde er im Jahr 1949 bis 1952 Landrat des Kreises Norden.
Fischer war in der ersten Wahlperiode vom 20. April 1947 bis 30. April 1951 sowie in der dritten Wahlperiode vom 6. Mai 1955 bis 5. Mai 1959 Mitglied des Niedersächsischen Landtages.

## Quelle
- Barbara Simon: Abgeordnete in Niedersachsen 1946–1994. Biographisches Handbuch. Hrsg. vom Präsidenten des Niedersächsischen Landtages. Niedersächsischer Landtag, Hannover 1996, S. 98–99.

| Personendaten    | Personendaten             |
| ---------------- | ------------------------- |
| NAME             | Fischer, Johann           |
| KURZBESCHREIBUNG | deutscher Politiker (SPD) |
| GEBURTSDATUM     | 1. März 1895              |
| GEBURTSORT       | auf Norderney             |
| STERBEDATUM      | 21. Februar 1983          |
| STERBEORT        | Norden, Ostfriesland      |